# Бернарденгарден
Бернарденґарден (Сад Бернардинів) — сад (сквер) у центральній частині Львова, поблизу колишнього Бернардинського монастиря. Виник як монастирський сад, є єдиним зеленим насадженням на території, яка колись була обмежена міськими мурами. Знаходиться на території, яка охороняється ЮНЕСКО як Світова спадщина.

## Мистецькі та культурні заходи
У 2000-х роках Бернарденґарден став популярним місцем проведення фестивалів. У різні періоди року тут проводяться:
- «Львів — столиця ремесел» — фестиваль-ярмарок виробів народних майстрів, що проводиться на великі свята (День міста, Великдень, Різдво).
- «БернарденҐарден» — міжнародний студентський архітектурний конкурс-пленер[1][2].
- «Кінолев» — фестиваль короткометражних фільмів, що проводиться наприкінці серпня[3].
- Фестиваль льодових скульптур — проводиться на Різдвяні свята.
- «Ніч театру» — фестиваль альтернативних театрів який проходить з 25 по 30 серпня щороку[4].

Під час відзначення 750-ліття Львова у 2006 році Бернарденгарден став одним з епіцентрів святкувань. 
У 2011 році у саду «БернарденҐарден» проводилисz Дні угорської культури.
У Бернарденґардені розташований «Музей ідей» — мистецька галерея, відкрита у 2006 році у підвалах Бернардинського монастиря.

## Галерея

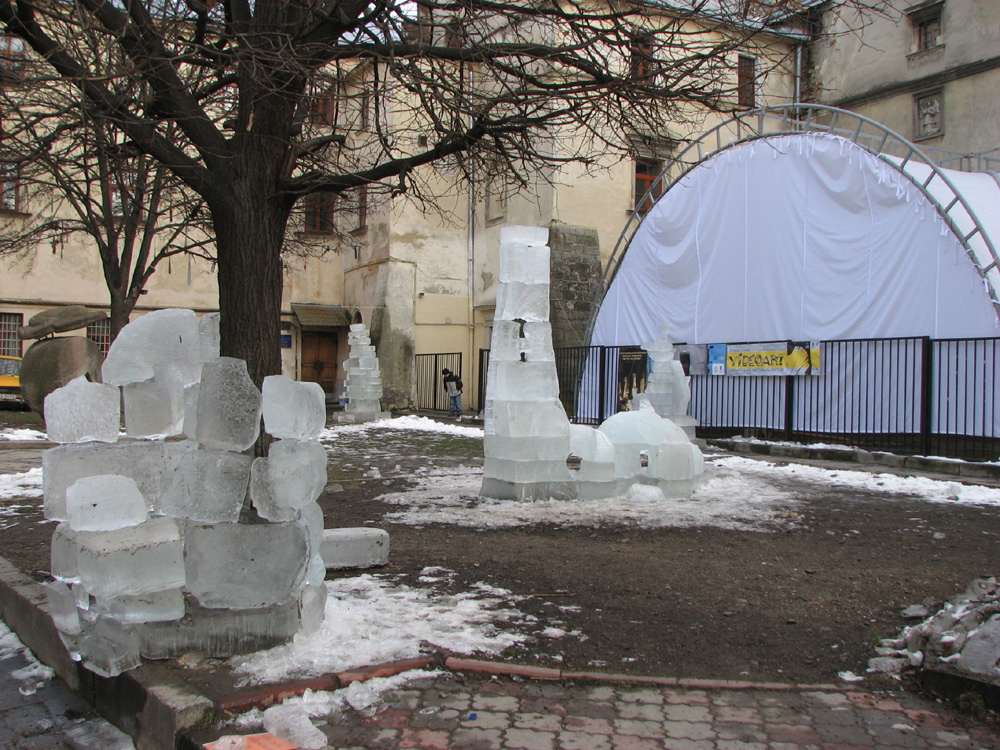
Фестиваль льодових скульптур у 2007 році
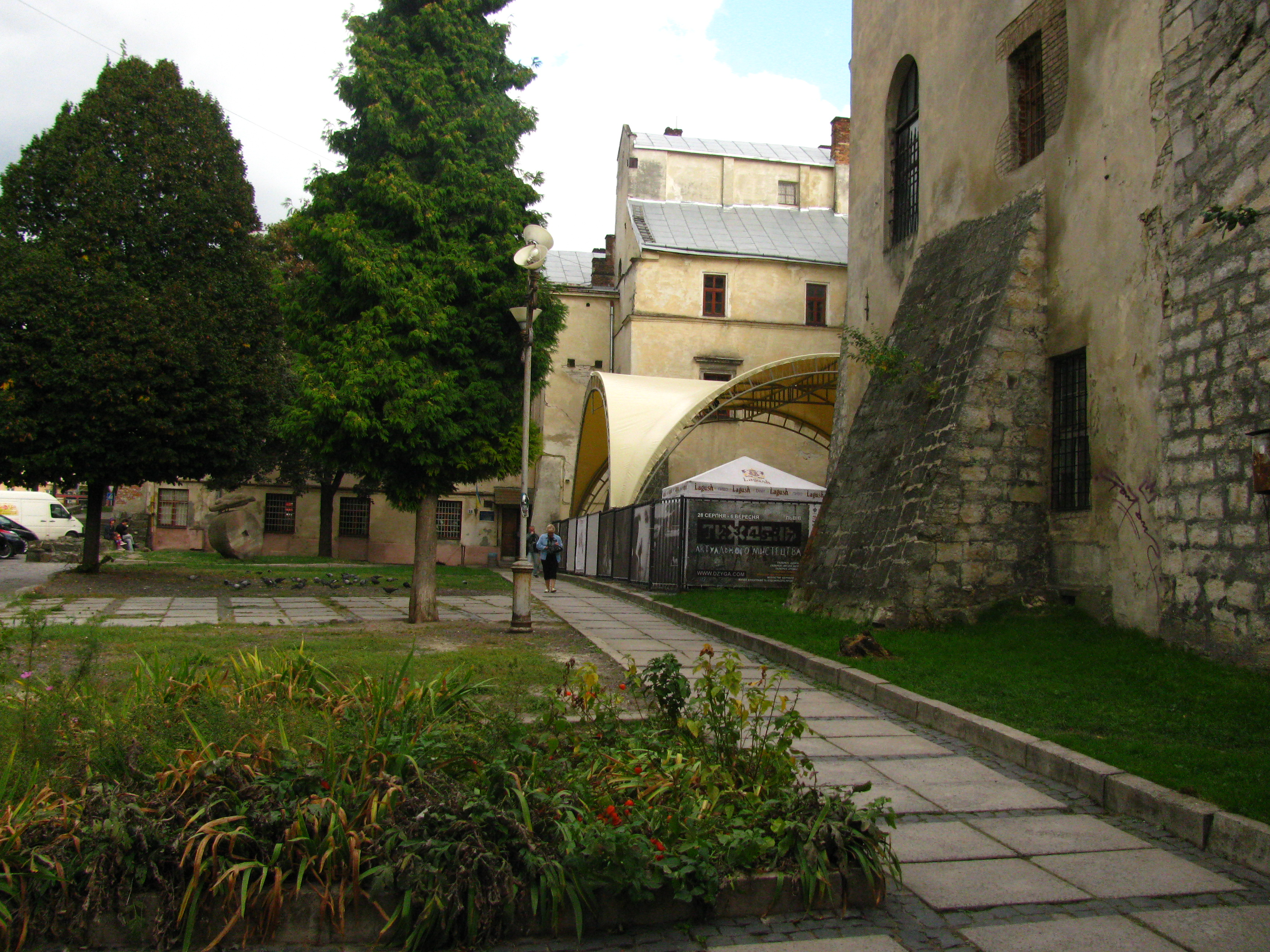
Бернарденґарден